# Bruijns buskvallaby
Bruijns buskvallaby (Thylogale brunii) är en pungdjursart som först beskrevs av Johann Christian Daniel von Schreber 1778. Thylogale brunii ingår i släktet buskvallabyer och familjen kängurudjur. IUCN kategoriserar arten globalt som sårbar. Inga underarter finns listade.
Pungdjuret förekommer på södra Nya Guinea och på några mindre öar väster om denna region. En population på sydöstra Nya Guinea är troligen utdöd. Habitatet utgörs av olika slags skogar och savanner (Trans Fly).

## Bildgalleri

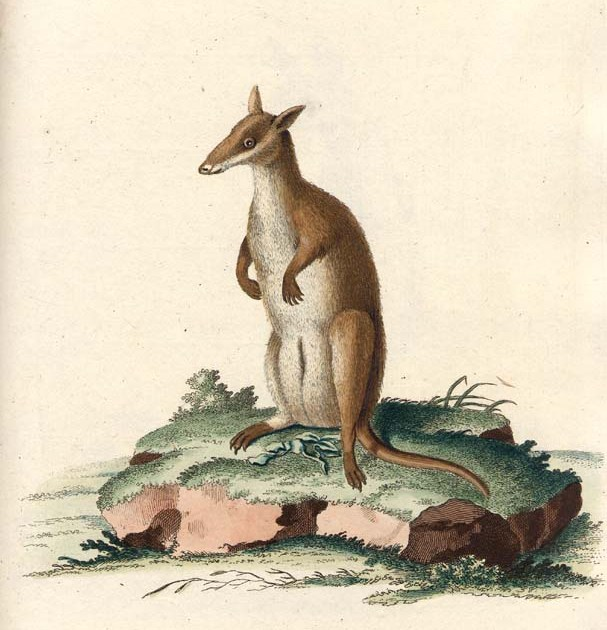